# 刺客聶隱娘
《刺客聶隱娘》（英語：The Assassin），是臺灣導演侯孝賢執導的武俠電影，改編自唐代作家裴鉶的傳奇小說《聶隱娘》，於2012年開拍，2014年1月13日殺青。該片入選第68屆坎城影展主競賽片，是侯孝賢第7次入圍坎城影展主競賽單元的作品，最終獲得最佳導演獎；林強則是以配樂獲得坎城影展會外賽「電影原聲帶獎」的肯定。此外，該片入圍第52屆金馬獎11項提名，最終抱回最佳劇情片、最佳導演、最佳攝影、最佳造型設計、最佳音效等5個獎項成為大贏家。

## 劇情大綱
安史之亂後的唐朝，藩鎮割據。河朔三鎮中的魏博藩主田季安擁兵自重，作風殘暴。聶隱娘自小被道姑訓練成為殺手，13年後學成，銜命返鄉刺殺田季安，殺一獨夫以救千百人。然而這個她受命刺殺的田季安，卻是她兒時曾被許下婚約的青梅竹馬表兄。
當年，嘉誠公主從京師長安嫁到魏博，在異鄉度過餘生，藉以使魏博軍安定，不伺機作亂。她將丈夫田緒之子田季安收為養子，田季安15歲行冠禮那年，她將一對羊脂玉玦，一隻送給田季安，一隻給了自己的錄事女官聶田氏之女隱娘，願這對表兄妹締結良緣。
然而洺州刺史元誼帶萬人投靠，藩主田緒為了讓庶出的兒子田季安便於接掌節度使大位，安排田元兩家聯姻，以獲元家奧援。10歲的聶隱娘則被嘉誠公主的雙胞姊妹道姑帶走，13年後被道姑送回，已成隨身佩帶羊角匕首的黑衣殺手。當年取代了她嫁給表兄的元誼女兒，如今則是藩主田季安之妻田元氏。
聶隱娘夜訪田季安的側室瑚姬住所，留下羊脂玉玦，田季安始知黑衣刺客竟是當年喚為「窈七」的隱娘，刻意前來留下玉玦，先了斷舊情再取他性命。
聶隱娘的舅舅軍將統帥田興，直言進諫冒犯了田季安，被貶為臨清鎮將。隱娘的父親聶鋒身為掌管軍紀的都虞侯，受命護送田興到臨清，旅途中遭黑衣人埋伏，幸獲途經的磨鏡少年仗義拯救，隱娘也適時趕到救出父舅。負傷的一行人隨少年來到一處桃花源般的山中村落養傷，隱娘在少年臉上初次見到了彷彿不問世俗的善良笑容。
田元氏化身為佩戴面具的神祕女子精精兒，前來欲取隱娘性命。精精兒的師父空空兒，則以紙人陰術欲害瑚姬。隱娘見到田季安嗣子年幼，若殺藩主，魏博必亂，對於殺與不殺，心中已暗自做了最後的決定。她回到山中道觀向師父叩別，並赴山中村落，隨磨鏡少年避走天涯。

## 角色
| \| \| \| \| \| \| \| \| \| \| \| \| \| \| \| \| \| \| \| \| \| \| \| \| \| \| \| \| \| \| \| \| \| \| \| \| \| \| \| \| \| \| \| \| \| \| \| \| \| \| \| \| \| \| \| \| \| \| \| \| \| \| \| \| \| \| \| \| \| \| \| \| \| \| \| \| \| \| \| \| \| \| \| \| \| \| \| \| \| \| \| \| \| \| \| \| \| \| \| \| \| \| \| 田興 \| 田興 \| 田興 \| 田興 \| 田興 \| 田興 \| \| \| 嘉誠公主 \| 嘉誠公主 \| 嘉誠公主 \| 嘉誠公主 \| 嘉誠公主 \| 嘉誠公主 \| \| \| 田緒 \| 田緒 \| 田緒 \| 田緒 \| 田緒 \| 田緒 \| \| \| 聶田氏 \| 聶田氏 \| 聶田氏 \| 聶田氏 \| 聶田氏 \| 聶田氏 \| \| \| 聶鋒 \| 聶鋒 \| 聶鋒 \| 聶鋒 \| 聶鋒 \| 聶鋒 \| \| \| \| \| \| \| \| \| \| \| \| 田興 \| 田興 \| 田興 \| 田興 \| 田興 \| 田興 \| \| \| 嘉誠公主 \| 嘉誠公主 \| 嘉誠公主 \| 嘉誠公主 \| 嘉誠公主 \| 嘉誠公主 \| \| \| 田緒 \| 田緒 \| 田緒 \| 田緒 \| 田緒 \| 田緒 \| \| \| 聶田氏 \| 聶田氏 \| 聶田氏 \| 聶田氏 \| 聶田氏 \| 聶田氏 \| \| \| 聶鋒 \| 聶鋒 \| 聶鋒 \| 聶鋒 \| 聶鋒 \| 聶鋒 \| \| \| \| \| \| \| \| \| \| \| \| \| \| \| \| \| \| \| \| \| \| \| \| \| \| \| \| \| \| \| \| \| \| \| \| \| \| \| \| \| \| \| \| \| \| \| \| \| \| \| \| \| \| \| \| \| \| \| \| \| \| \| \| \| \| \| \| \| \| \| \| \| \| \| \| \| \| \| \| \| \| \| \| \| \| \| \| \| \| \| \| \| \| \| \| \| \| \| \| \| \| \| \| \| \| \| \| \| \| \| \| \| \| 田元氏 \| 田元氏 \| 田元氏 \| 田元氏 \| 田元氏 \| 田元氏 \| \| \| 田季安 \| 田季安 \| 田季安 \| 田季安 \| 田季安 \| 田季安 \| \| \| 瑚姬 \| 瑚姬 \| 瑚姬 \| 瑚姬 \| 瑚姬 \| 瑚姬 \| \| \| \| \| 聶隱娘 \| 聶隱娘 \| 聶隱娘 \| 聶隱娘 \| 聶隱娘 \| 聶隱娘 \| \| \| 磨鏡少年 \| 磨鏡少年 \| 磨鏡少年 \| 磨鏡少年 \| 磨鏡少年 \| 磨鏡少年 \| \| \| \| \| \| \| \| \| \| 田元氏 \| 田元氏 \| 田元氏 \| 田元氏 \| 田元氏 \| 田元氏 \| \| \| 田季安 \| 田季安 \| 田季安 \| 田季安 \| 田季安 \| 田季安 \| \| \| 瑚姬 \| 瑚姬 \| 瑚姬 \| 瑚姬 \| 瑚姬 \| 瑚姬 \| \| \| \| \| 聶隱娘 \| 聶隱娘 \| 聶隱娘 \| 聶隱娘 \| 聶隱娘 \| 聶隱娘 \| \| \| 磨鏡少年 \| 磨鏡少年 \| 磨鏡少年 \| 磨鏡少年 \| 磨鏡少年 \| 磨鏡少年 \| |  |  |  |      |      |      |      |        |        |        |        |          |          |          |          |          |          |        |        |        |        |      |      |      |      |      |      |        |        |        |        |        |        |        |        |        |        |        |        |      |      |          |          |          |          |          |          |
| |  |  |  |      |      |      |      |        |        |        |        |          |          |          |          |          |          |        |        |        |        |      |      |      |      |      |      |        |        |        |        |        |        |        |        |        |        |        |        |      |      |          |          |          |          |          |          |
| |  |  |  |      |      |      |      |        |        |        |        |          |          |          |          |          |          |        |        |        |        |      |      |      |      |      |      |        |        |        |        |        |        |        |        |        |        |        |        |      |      |          |          |          |          |          |          |
| |  |  |  | 田興 | 田興 | 田興 | 田興 | 田興   | 田興   |        |        | 嘉誠公主 | 嘉誠公主 | 嘉誠公主 | 嘉誠公主 | 嘉誠公主 | 嘉誠公主 |        |        | 田緒   | 田緒   | 田緒 | 田緒 | 田緒 | 田緒 |      |      | 聶田氏 | 聶田氏 | 聶田氏 | 聶田氏 | 聶田氏 | 聶田氏 |        |        | 聶鋒   | 聶鋒   | 聶鋒   | 聶鋒   | 聶鋒 | 聶鋒 |          |          |          |          |          |          |
| |  |  |  | 田興 | 田興 | 田興 | 田興 | 田興   | 田興   |        |        | 嘉誠公主 | 嘉誠公主 | 嘉誠公主 | 嘉誠公主 | 嘉誠公主 | 嘉誠公主 |        |        | 田緒   | 田緒   | 田緒 | 田緒 | 田緒 | 田緒 |      |      | 聶田氏 | 聶田氏 | 聶田氏 | 聶田氏 | 聶田氏 | 聶田氏 |        |        | 聶鋒   | 聶鋒   | 聶鋒   | 聶鋒   | 聶鋒 | 聶鋒 |          |          |          |          |          |          |
| |  |  |  |      |      |      |      |        |        |        |        |          |          |          |          |          |          |        |        |        |        |      |      |      |      |      |      |        |        |        |        |        |        |        |        |        |        |        |        |      |      |          |          |          |          |          |          |
| |  |  |  |      |      |      |      |        |        |        |        |          |          |          |          |          |          |        |        |        |        |      |      |      |      |      |      |        |        |        |        |        |        |        |        |        |        |        |        |      |      |          |          |          |          |          |          |
| |  |  |  |      |      |      |      | 田元氏 | 田元氏 | 田元氏 | 田元氏 | 田元氏   | 田元氏   |          |          | 田季安   | 田季安   | 田季安 | 田季安 | 田季安 | 田季安 |      |      | 瑚姬 | 瑚姬 | 瑚姬 | 瑚姬 | 瑚姬   | 瑚姬   |        |        |        |        | 聶隱娘 | 聶隱娘 | 聶隱娘 | 聶隱娘 | 聶隱娘 | 聶隱娘 |      |      | 磨鏡少年 | 磨鏡少年 | 磨鏡少年 | 磨鏡少年 | 磨鏡少年 | 磨鏡少年 |
| |  |  |  |      |      |      |      | 田元氏 | 田元氏 | 田元氏 | 田元氏 | 田元氏   | 田元氏   |          |          | 田季安   | 田季安   | 田季安 | 田季安 | 田季安 | 田季安 |      |      | 瑚姬 | 瑚姬 | 瑚姬 | 瑚姬 | 瑚姬   | 瑚姬   |        |        |        |        | 聶隱娘 | 聶隱娘 | 聶隱娘 | 聶隱娘 | 聶隱娘 | 聶隱娘 |      |      | 磨鏡少年 | 磨鏡少年 | 磨鏡少年 | 磨鏡少年 | 磨鏡少年 | 磨鏡少年 |

| 角色                 | 演員     | 介紹 | 角色別名                     |
| 聶隱娘               | 舒淇     | 本名聶窈，魏博都虞候聶鋒之女，性格專注執著，敏銳寡言。10歲那年被道姑帶走，訓練成專殺殘暴獨夫的頂尖刺客，在世道混亂，局勢動盪的年代，執行各種政治暗殺行動。                                                                         | 聶窈／窈娘／窈七／七娘／阿窈 |
| 聶隱娘               | 李宸銨   | 小時候的聶隱娘。 | 聶窈／窈娘／窈七／七娘／阿窈 |
| 田季安               | 張震     | 魏博節度使，15歲即繼位接掌魏博。其母出身微賤，嘉誠公主蓄為養子，幼時頗循禮法，公主逝後漸顯本性，轉為剛愎自恣之徒，性情專斷暴戾，任意殺罰、無所顧忌。                                                                               | 主公／六郎                   |
| 田元氏               | 周韵     | 田季安正室妻子。前洺州刺史（昭義行軍司馬）元誼之女，元和年間隨父投靠魏博陣營，在政治考量下與田家締親，許配給田季安。另一隱藏身分為武功高手精精兒，為鞏固元家勢力，暗中與其他派系抗衡。                                             | 主母／元誼女                 |
| 精精兒               | 周韵     | 元家陣營空空兒的徒弟，武功實力可與隱娘匹敵。其真實身分為田季安元配田元氏。 | -                            |
| 瑚姬                 | 謝欣穎   | 田季安寵妾，善舞。 | 瑚兒                         |
| 磨鏡少年             | 妻夫木聰 | 意外遇到被攻擊的田都頭一行人，拔刀相助。 | 負鏡少年                     |
| (磨镜少年聪之新婚妻) | 忽那汐里 | | 汐里                         |
| 夏靖                 | 阮經天   | 田季安貼身護衛，與田季安、聶隱娘為兒時玩伴。 | -                            |
| 嘉誠公主             | 許芳宜   | 唐代宗之女，德宗貞元元年降嫁魏博節度使田緒，收田緒庶子田季安為繼子。對自幼隨母親入府的隱娘甚為疼愛，曾教導隱娘彈琴，說予青鸞舞鏡的故事。                                                                                           | 娘娘／公主娘娘               |
| 道姑                 | 許芳宜   | 嘉信公主，與嘉誠公主雙胞。安史之亂時，雙胞姊妹被送至道觀避難，亂平後，嘉誠返回京師，嘉信則留由道觀撫養長大。嘉信經安史亂事紛擾，痛恨藩鎮征伐不休，禍國殃民，其所信奉的思想是：「殺一獨夫可救千百人，則殺之。」訓練殺手，以暴制暴。 | 嘉信公主／道姑師父／道姑公主 |
| 聶鋒                 | 倪大紅   | 聶隱娘父，魏博掌管軍紀的都虞候，冷靜自持，秉性忠厚。 | 都虞候／聶虞候／聶押衙       |
| 聶田氏               | 咏梅     | 聶隱娘母，田季安的堂姑，官至邑倉司錄事，為嘉誠公主的錄事官。 | -                            |
| 田興                 | 雷鎮語   | 又名田弘正。聶隱娘二舅，田季安堂叔，魏博衙前兵馬使，精通兵法，對朝廷盡忠。 | 田都頭                       |
| 空空兒               | 畢安生   | 元家陣營精精兒的師父，精通法術，行動如鬼魅般來去無蹤。 | -                            |
| 蔣士則               | 張少懷   | 閹人，田元氏的心腹。 | 蔣奴                         |
| 採藥老者             | 石隽     | 磨鏡少年的救命恩人，南來北往採藥維生，煉製紫色藥丸沿途發濟百姓。 | -                            |
| 聶鋒母               | 梅芳     | 聶隱娘的奶奶。 | -                            |
| 田緒                 | 戴立忍   | | -                            |

## 風格
侯孝賢為追求絕不妥協的完美，許多拍過的精彩片段都在剪接時捨棄不用，或者在經過一段時間後又再度重拍，可能只是為了讓演員在經過演出一段時間後自然呈現滄桑感。張震有一場戲的坐姿，在拍完一段時間後被侯孝賢認為不對，在整個景都已被拆掉後，又重新搭景還原重拍。張震與謝欣穎坐在床邊的一場戲，也在侯孝賢已開始剪接半年後，又重新搭景重拍。黃文英透露，事實上該片已拍攝完成卻被剪掉的戲份不計其數，甚至每個角色的故事線，都可以單獨剪成一部完整的90分鐘長片。
侯孝賢向來以追求寫實著稱，完整捕捉演員演出的長鏡頭更是招牌風格。他說：「越拍就越懶得動，就一個鏡頭放在那邊，後來發現其實我喜歡的是那個，我不喜歡去切割，以前年輕的時候會去切割。而且我不排戲的，你setting好以後你可能一定會預計些什麼，它可能不會照你的預計，它可能會出現一個什麼，拍完之後自己感覺，然後再來剪接。這當然有個先天條件，就是你對這個場景、生活動線、光的調節、氛圍、這應該是早上下午哪個時間，這些都要思考，然後還有最重要的就是演員。演員找對人是非常重要的，我長年來拍片都是這樣的。我的著眼還是在於某種真實，再造的真實，自然的真實。以前的武俠片那些東西就是要去硬造，你硬造還不如不造。從最早的武俠開始，最難解決的是輕功吧，武俠小說寫的輕功咻咻咻，以前鋼絲還要塗黑，因為沒有CG，不能修，所以那些都是問題。武俠弄到真實世界的時候，就被地心引力所控制，所以你要克服這個問題。對我來講還是寫實比較重要。」

## 製作
侯孝賢年輕時看唐代傳奇小說，就對《聶隱娘》的故事深感興趣。在完成首部古裝電影《海上花》（1998）後，對女性自主的相關題材更加熱衷，就請長期合作的美術設計黃文英，開始針對《刺客聶隱娘》研究唐代相關背景，而那時李安尚未以《臥虎藏龍》（2000）掀起後來武俠電影的浪潮。但後來侯孝賢陸續投入《千禧曼波》，赴日本、法國拍片，執掌台北電影節與金馬獎，還投入各種社運，加上《刺客聶隱娘》比全為內景的古裝片《海上花》難度更高，所需資金更大，此案就一直延宕。2009年，侯孝賢與朱天文開始進行漫長的編劇工作，過程中並有作家阿城參與。2012年9月25日，《刺客聶隱娘》劇組在臺北中影文化城舉行開鏡儀式。
由於侯孝賢希望讓《刺客聶隱娘》呈現更真實的風貌，因此捨棄了當前多數古裝電影在中國大陸片廠搭景的做法，遠赴中國大陸、臺灣和日本等地取景，只為尋找再多電腦特效也做不出的真實美景。侯孝賢常堅持前往徒步走一兩個小時才能到的深山，只為尋找最不被人類現代生活所破壞的角落。雖然實際在片中剪出的畫面可能極少，但對侯孝賢來說，這卻能讓所有工作人員與演員都透過走這一遭，進入彷彿唐代的情境，是一個「由簡入繁，由繁再入簡」的必要過程。片頭一段道姑給聶隱娘匕首的戲份，看似在一處簡單的樹下取景，但那個景光從下車後就得走40分鐘才能到，主角舒淇也一樣得頂著頭套跟著走，但在走的過程中，也就漸漸進入了聶隱娘的世界。
美術、服裝
在開鏡前這段為期多年的醞釀期間內，黃文英持續閱讀大量相關史料，並赴各地勘景。許多當時曾受唐代文化影響的國度，都留下她造訪的足跡。其中日本奈良的正倉院，尤其是保留遣唐使所帶回的唐代文物最重要的據點。此外烏茲別克也是保留唐代生活餘風與遺跡的重要代表國家。臺北國立故宮博物院所收集的全球各國圖文歷史書籍資料，則是黃文英研究的另一寶庫。侯孝賢說：「唐朝真是很奇怪的一個年代，我每次看資料都好想有時光隧道回去看一下。非常開放，長安城是全世界最大的城市，各種外國人都有，你很難想像。女人的位子很高，後來還出了武則天。」
建筑、取景
該片實際拍攝地點包括：湖北武當山、大九湖濕地、利川市、隨州銀杏谷、內蒙古、涿州影視城和山西平遙，臺灣的宜蘭大同鄉九寮溪、棲蘭山和中影文化城，以及日本的京都和姬路等地。劇組車隊陣容龐大，常多達一百多輛車，廚師團隊買菜必須整輛卡車裝滿，且常需在偏遠村落向當地居民借廚房做菜，彷彿隨團自備總舖師。為了讓臺灣電影能累積相關經驗，侯孝賢和美術設計黃文英到宜蘭訂了大批原木，在中影片廠仿造唐代建築搭出片中主景，因此所有內景戲份都在臺灣拍攝。大量的攝影燈光器材和龐大的4K後期，也都在臺灣由臺灣工作人員完成，參與後期工作的公司包括了中影、傳翼、聲色盒子、現代沖印、賞霖。
研究唐代建築和日本建筑、2018年文章指，該片建筑形象的“大唐风貌”，“乍看之下只有很少的违和感，却经不起细细的推敲”。該片的建筑替代与陈凯歌执导、2016年拍摄的电影《妖猫传》类似，是近年来、唐朝背景电影作品常见的文化替代现象:123—124，即以倭代唐。

## 發行
在第68屆坎城影展國籍最初被誤植為中華人民共和國，在臺灣引發相當大的爭議。談到國籍，侯孝賢超然地說：「我的電影只有一個國籍，就是電影王國。」68歲的侯孝賢用臺語說：「我是臺灣人，但不是拿大陸的錢就表示沒志氣，不拿就有志氣！電影想要做大就要跟他們合作，不要被綁死了。」因為大陸市場大：「和大陸合作不是『不得不』，而是『一定要』。」
原本從開拍一直到參加坎城影展，片名都叫做《聶隱娘》，卻在上映之際改名為《刺客聶隱娘》。侯孝賢透露，當他宣佈要開拍《聶隱娘》後，中國大陸就有人搶先登記了這個片名，導致他在中國大陸無法使用《聶隱娘》這個片名，而成為《刺客聶隱娘》，臺灣也跟著改名。不過他認為片名對他來說不算什麼，叫什麼都可以。

## 票房
上映首日臺灣票房為新臺幣600萬元；首週末票房近新臺幣2,000萬元；最終票房為新臺幣3,800萬元。
中國於8月27日上映後，無懼遭改票券「偷票房」事件影響，仍然開出6,140萬人民幣（約合新臺幣3億1,000萬元）的票房佳績，成為當年度中國最賣座的藝術片。
日本和北美地區也分別獲得3,100萬日圓（約合新臺幣851萬元）和61萬3,556美元（約合新臺幣2,029萬元）的票房成績。
香港則是累計3週開出逾137萬港元 （約合新臺幣585萬元）的票房。韓國於2016年2月4日上映，累計3週票房成績逾9萬美元（約合新臺幣304萬元）。

## 評價
《刺客聶隱娘》在坎城影展首映后，媒体普遍称赞其画面优美，但臺词晦涩。侯孝賢為此對該片大篇幅類似文言文的對白澄清：「那不是文言文啦！」並解釋「文言文」的起源，在於以前寫字得在龜殼、竹片上，須用最簡潔的文字註記，以幫助快速掌握意思，但是講話不見得會這樣說話，「大家都搞錯了，《聶隱娘》只是講話模仿那個時代的話，比較簡潔、用字比較古代而已。」並舉臺語的「失禮」為例子，其實就很古雅，只是我們說習慣了不覺得了。而在電影刊物《綜藝》與等評論中，都認為《刺客聶隱娘》可說是侯孝賢最美的一部電影。
中華民國國家發展委員會副主委黃萬翔惋惜《刺客聶隱娘》沒有把週邊的文化創意產業結合在一起，像是電影片場作為能永久使用，或者是作為文創園區，可用創投的概念來經營週邊加值效益。對此，侯孝賢於該片電影成就獲總統馬英九頒贈二等景星勳章後，隨即在文化部舉辦慶功記者會上公開回應。他表示自己都搞不清楚「文創」這個詞，不僅是因為「文化就在日常生活中」，且臺灣早有很好的文化，「臺灣味」就是一種文化的體現，所以「根本沒有『文創產業』這個詞，這是錯的！從頭到尾都是錯的！」不需要特別創造一個「文創」這個詞，「那是騙人的！」
臺灣電影評論家張士達認為侯孝賢在片中將聶隱娘設定為亞斯伯格症候群，並以好萊塢電影《神鬼認證》中的傑森·包恩做為參考，卻將聶隱娘置入了與過往武俠片截然不同的江湖。侯孝賢表示：「對我來講那不是江湖，那是現實，唐朝的一個現實。那篇唐代傳奇《聶隱娘》短短的，內容跟我的不太一樣，她被帶走後的訓練過程都寫得很神，幾歲可以空中刺飛鳥，那有些是不可能的。我只需要她這個從魏博被帶去訓練的背景。我另外看了很多資料，就把『青鸞舞鏡』的典故放進去。青鸞就是青色的孔雀，以前罽賓國王得一鸞，三年不鳴，夫人曰：『嘗聞鸞見類則鳴，何不懸鏡以照之。』牠見影悲鳴，終宵舞鏡而絕。多孤寂啊。就一個晚上都在跳舞，看著鏡子自己留戀，看著自己的同類，所以整個精神其實是這個，這個並不是在原著《聶隱娘》裡面的。我很喜歡這個青鸞舞鏡，我就把它化為她，很孤寂的一個人。」

## 獎項
| 頒獎典禮                                 | 獎項                  | 受獎者                 | 階段／結果 |
| ---------------------------------------- | --------------------- | ---------------------- | ---------- |
| 第68屆坎城影展                           | 最佳導演獎            | 侯孝賢                 | 獲獎       |
| 第68屆坎城影展                           | 戛纳原声帶奖          | 林強                   | 獲獎       |
| 第52屆金馬獎                             | 最佳劇情片            | 《刺客聶隱娘》         | 獲獎       |
| 第52屆金馬獎                             | 最佳導演              | 侯孝賢                 | 獲獎       |
| 第52屆金馬獎                             | 最佳攝影              | 李屏賓                 | 獲獎       |
| 第52屆金馬獎                             | 最佳音效              | 杜篤之、朱仕宜、吳書瑤 | 獲獎       |
| 第52屆金馬獎                             | 最佳造型設計          | 黃文英                 | 獲獎       |
| 第52屆金馬獎                             | 最佳美術設計          | 黃文英                 | 提名       |
| 第52屆金馬獎                             | 最佳女主角            | 舒淇                   | 提名       |
| 第52屆金馬獎                             | 最佳改編劇本          | 鍾阿城、朱天文、謝海盟 | 提名       |
| 第52屆金馬獎                             | 最佳動作設計          | 劉明哲                 | 提名       |
| 第52屆金馬獎                             | 最佳原創電影音樂      | 林強（林志峰）         | 提名       |
| 第52屆金馬獎                             | 最佳剪輯              | 廖慶松                 | 提名       |
| 亞太電影大獎                             | 最佳劇情片            | 《刺客聶隱娘》         | 提名       |
| 亞太電影大獎                             | 最佳導演              | 侯孝賢                 | 提名       |
| 亞太電影大獎                             | 最佳攝影              | 李屏賓                 | 獲獎       |
| 線上影評人協會獎                         | 最佳外語片            | 《刺客聶隱娘》         | 獲獎       |
| 佛羅里達影評人協會獎                     | 最佳外語片            | 《刺客聶隱娘》         | 獲獎       |
| 棕櫚泉國際電影節                         | 最佳外語片            | 《刺客聶隱娘》         | 獲獎       |
| 達拉斯沃斯堡影評人協會獎                 | 最佳外語片            | 《刺客聶隱娘》         | 第二名     |
| 東南影評人協會獎                         | 最佳外語片            | 《刺客聶隱娘》         | 第二名     |
| 堪薩斯市影評人協會獎                     | 最佳外語片            | 《刺客聶隱娘》         | 提名       |
| 第14屆華盛頓特區影評人協會獎             | 最佳外語片            | 《刺客聶隱娘》         | 提名       |
| 第69屆英國電影學院獎                     | 最佳外語片            | 《刺客聶隱娘》         | 提名       |
| 第20屆衛星獎                             | 最佳外語片            | 《刺客聶隱娘》         | 提名       |
| 第20屆衛星獎                             | 最佳服裝設計          | 黃文英                 | 獲獎       |
| 第13屆國際影迷協會獎                     | 最佳外語片            | 《刺客聶隱娘》         | 獲獎       |
| 第13屆國際影迷協會獎                     | 最佳攝影              | 李屏賓                 | 獲獎       |
| 第13屆國際影迷協會獎                     | 最佳美術指導          | 黃文英                 | 獲獎       |
| 第89屆電影旬報十佳獎                     | 十佳外語片            | 《刺客聶隱娘》         | 獲獎       |
| 第35屆香港電影金像獎                     | 最佳兩岸華語電影      | 《刺客聶隱娘》         | 獲獎       |
| 第10屆亞洲電影大獎                       | 最佳電影              | 《刺客聶隱娘》         | 獲獎       |
| 第10屆亞洲電影大獎                       | 最佳導演              | 侯孝賢                 | 獲獎       |
| 第10屆亞洲電影大獎                       | 最佳女主角            | 舒淇                   | 獲獎       |
| 第10屆亞洲電影大獎                       | 最佳女配角            | 周韻                   | 獲獎       |
| 第10屆亞洲電影大獎                       | 最佳攝影              | 李屏賓                 | 獲獎       |
| 第10屆亞洲電影大獎                       | 最佳美術指導          | 黃文英                 | 獲獎       |
| 第10屆亞洲電影大獎                       | 最佳原創音樂          | 林強                   | 獲獎       |
| 第10屆亞洲電影大獎                       | 最佳音響              | 杜篤之、朱仕宜、吳書瑤 | 獲獎       |
| 《青年电影手册》2015年度华语十佳颁奖典礼 | 年度华语十佳影片      | 《刺客聶隱娘》         | 獲獎       |
| 第7屆中國電影導演協會年度表彰            | 年度編劇              | 鍾阿城                 | 獲獎       |
| 第7屆中國電影導演協會年度表彰            | 年度港臺導演          | 侯孝賢                 | 獲獎       |
| 台灣影評人協會                           | 21世紀20大國片 第二名 | 《刺客聶隱娘》侯孝賢   | 獲獎       |